# آرگاستوویت
آرگاستوویت (ارمنی: Արգաստովիտ) یک کانتون می‌باشد که در ایالت موکس ارمنستان بزرگ واقع شده بوده‌است.